# Ленинградский диксиленд
Ленингра́дский диксиле́нд — один из старейших диксилендов в СССР.
Был создан в 1958 году в Ленинграде трубачом Всеволодом Королёвым и кларнетистом Александром Усыскиным. Биография «Ленинградского диксиленда» неразрывно связана с такими колоритными музыкантами, как Олег Кувайцев, братья Валентин и Александр Колпашниковы, Эдуард Левин, Роберт Паузер, братья Борис и Григорий Локшины, Александр Кавлелашвили, Юрий Акулов, Владимир Грибов, Владимир Яковлев, Валерий Заварин, Георгий Чиков, Владимир Воронин и Юрий Мирошниченко и другими.
Кредо Ленинградского диксиленда — сочетание безупречного следования традиции с естественностью игры. Начиная с 1960-х годов ансамбль выступал на международных фестивалях. В репертуаре Ленинградского диксиленда танцевальная музыка 1920—1950-х годов.
За все время существования ансамбля, и по сегодняшний день, в проекте принимали и принимают участие многие вокалисты и музыканты: Владимир Лыткин, Владислав Панкевич, Юлий Соур, Федор Кувайцев, Константин Хазанович, Константин Кувайцев, Юрий Снегуров, Григорий Воскобойник, Александр Бесчастный, Сергей Ефремов, Олег Саморуков, Аркадий Николаев, Михаил Чекавый, Владимир Точиленко, Вадим Богорад, Анатолий Александров, Валерий, Юрий Руденко, Анна Заворина, Александр Скрыпник, Александр Рахтов (ВМФ),  Михаил Лоов, Виталий Легостев, Анатолий Чимирис, Борис Ершов и другие.

## Дискография
- Ленинградский диксиленд — «Leningrad Dixieland Jazz Band 1967» (1967) LP (также датируется 1968 годом)
- Ленинградский диксиленд — «Leningrad Dixieland Jazz Band 1970» (1970) LP
- Ленинградский диксиленд — «Leningrad Dixieland Jazz Band 1979» (1979) LP (известен также как «Альбом с Олимпийской символикой»)
- Ленинградский диксиленд — «Neva River Eight Dixieland Jazz Band» (1988) LP
- Ленинградский диксиленд — «Leningrad Dixieland Jazz Band» (1991) 2 LP
- Ленинградский диксиленд — «Leningrad Dixieland Jazz Band» (1993) CD (переиздание альбома «Leningrad Dixieland Jazz Band» 1991 года, 2 LP)
- Ленинградский диксиленд — «We Can’t Give Anything But Love» (1998) CD